# Kathi Vidal

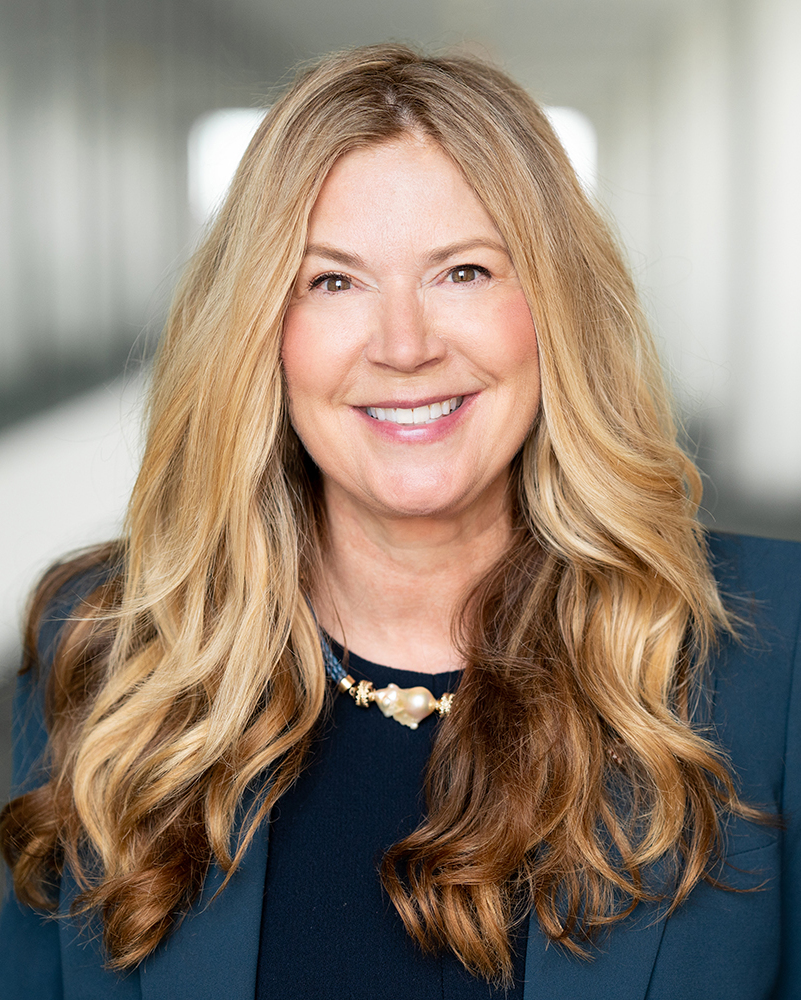
Kathi Vidal, 2022

Katherine „Kathi“ Kelly Vidal (* 1968 in Bethesda (Maryland)) ist eine US-amerikanische Anwältin für geistiges Eigentum und ehemalige Ingenieurin, die als Unterstaatssekretärin für geistiges Eigentum und Direktorin des United States Patent and Trademark Office (USPTO) tätig ist.

## Leben
Vidal erwarb einen Bachelor of Science in Elektrotechnik an der Binghamton University, einen Master of Science in Elektrotechnik an der Syracuse University und einen Juris Doctor an der University of Pennsylvania Law School.
Vidal begann ihre Karriere als Ingenieurin bei General Electric und Lockheed Martin, wo sie in den Bereichen künstliche Intelligenz, Softwaretechnik und Schaltkreise arbeitete.  Von 1996 bis 1997 war sie Rechtsreferentin von Richter Alvin Anthony Schall am United States Court of Appeals for the Federal Circuit. Von 1997 bis 2017 war sie als Prozessanwältin bei Fish & Richardson tätig. Von April 2017 bis April 2022 war sie geschäftsführende Partnerin im Silicon Valley und Patentrechtsanwältin bei Winston & Strawn.
Am 26. Oktober 2021 ernannte Präsident Joe Biden Vidal zur nächsten Unterstaatssekretärin für geistiges Eigentum und Direktorin des US-Patent- und Markenamtes (USPTO). Sie wurde am 13. April 2022 als Direktorin des USPTO vereidigt.